# Séries de divisions de la Ligue nationale de baseball 2020
Les Séries de divisions de la Ligue nationale de baseball 2020 représentent le deuxième tour des séries éliminatoires de la Ligue majeure de baseball en 2020.
Elles sont constituées de deux séries jouées au meilleur de cinq parties. Elles opposent quatre clubs de la Ligue nationale de baseball, l'une des deux composantes des Ligues majeures de baseball, qui s'y sont qualifiés après les Séries de meilleurs deuxièmes de la Ligue nationale, disputées quelques jours plus tôt.
Elles sont jouées du mardi 6 octobre au jeudi 8 octobre 2020. Les gagnants des deux séries, les Dodgers de Los Angeles et les Braves d'Atlanta, s'affrontent par la suite en Série de championnat de la Ligue nationale.

## Villes hôtesses
Pour la première fois de l'histoire, les séries éliminatoires du baseball majeur sont jouées en terrain neutre, dans des lieux déterminés au préalable, sans égard à l'identité des clubs qualifiés. Cela a été jugé préférable en raison de la pandémie de Covid-19, qui a retardé de quatre mois le début de la saison régulière et limité le calendrier à 60 matchs par équipe, au lieu des 162 habituels.
Les Séries de division 2020 de la Ligue américaine sont jouées au Texas dans les stades de deux clubs de la Ligue américaine : l'une au Globe Life Field d'Arlington, domicile des Rangers du Texas, et l'autre au Minute Maid Park de Houston, domicile des Astros de Houston. Comme ce fut le cas pour toute la saison de baseball 2020, les stades n'accueilleront aucun spectateur, pour des raisons de santé publique liées au coronavirus.
Pour ces séries, l'avantage du terrain signifie essentiellement que le club « hôte » aura l'avantage de commencer la première manche en défensive et d'avoir son tour au bâton en deuxième. Il est déterminé par le classement des têtes de série.

## Têtes de séries
Un total de 16 équipes, huit dans la Ligue nationale et huit dans la Ligue américaine, participent aux séries éliminatoires en 2020. Les têtes de séries sont déterminées par le classement final des équipes au terme de la saison régulière de 60 matchs. Dans chaque ligue, les têtes de série 1 à 3 sont les équipes ayant terminé au premier rang de leur division (Est, Centrale, Ouest), classées selon leur total de victoires, du plus haut au plus bas. Les têtes de séries 4 à 6 sont les clubs de deuxième position dans ces divisions, classés selon leur total de victoire. Les têtes de série 7 et 8 sont les deux clubs qualifiés qui restent, en ordre croissant de victoires.
S'il y a égalité entre deux têtes de série ayant complété la saison régulière avec le même nombre de victoires et de défaites, la plus haute tête de série est accordée au club ayant gagné le plus de matchs lors des affrontements entre ces deux équipes. Si ce nombre de victoires est égal (ou que ces deux clubs ne se sont pas affrontés), l'équipe ayant remporté le plus de matchs face aux adversaires de sa propre division se voit accorder la tête de série la plus haute. Si l'égalité persiste, on compare le total de victoires des 20 derniers matchs de la saison, puis les 21 derniers, et ainsi de suite jusqu'à ce que l'égalité soit brisée.
Les têtes de série sont décidées avant les Séries de meilleurs deuxièmes (le premier tour des éliminatoires) et ne changent pas, indépendamment des résultats de ces affrontements.

## Dodgers de Los Angeles vs Padres de San Diego
Meilleure équipe du baseball majeur durant la saison régulière, les Dodgers de Los Angeles remportent 43 victoires contre seulement 17 défaites. Ils terminent au premier rang de la division Ouest de la Ligue nationale pour la 8e année consécutive et participent aux séries éliminatoires pour la 8e année consécutive. Au premier tour éliminatoire, les Dodgers éliminent les Brewers de Milwaukee grâce à deux victoires en deux matchs.
Avec 37 victoires contre 23 défaites, les Padres de San Diego terminent en 2020 au 2e rang de la division Ouest, derrière les Dodgers, avec la seconde meilleure performance de la Ligue nationale. San Diego participe aux éliminatoires pour la première fois depuis 2006 et remportent leur Série de meilleurs deuxièmes, deux victoires à une, face aux Cardinals de Saint-Louis, remportant ainsi une première série éliminatoire depuis 1998.
Les Dodgers et les Padres s'affrontent pour la toute première fois en séries éliminatoires
. En 10 matchs entre les deux clubs au cours de la saison régulière de 2020, les Dodgers en ont gagné six.

### Calendrier des rencontres
| Match | Date      | Visiteur               | Hôte                   | Score |
| ----- | --------- | ---------------------- | ---------------------- | ----- |
| 1     | 6 octobre | Padres de San Diego    | Dodgers de Los Angeles | 1-5   |
| 2     | 7 octobre | Padres de San Diego    | Dodgers de Los Angeles | 5-6   |
| 3     | 8 octobre | Dodgers de Los Angeles | Padres de San Diego    | 12-3  |

### Match 1
Mardi 6 octobre 2020 au Globe Life Field, Arlington, Texas.
| Padres de San Diego                                                                                                | 0 | 0 | 0 | 1 | 0 | 0 | 0 | 0 | 0 | 1 | 3 | 1 |
| Dodgers de Los Angeles                                                                                             | 0 | 0 | 0 | 0 | 1 | 4 | 0 | 0 | X | 5 | 4 | 0 |
| Lanceurs partants : SD : Mike Clevinger LAD : Walker Buehler Vic. : Dustin May (1-0) Déf. : Garrett Richards (0-1) |   |   |   |   |   |   |   |   |   |   |   |   |

### Match 2
Mercredi 7 octobre 2020 au Globe Life Field, Arlington, Texas.
| Padres de San Diego | 0 | 1 | 0 | 0 | 0 | 2 | 0 | 0 | 2 | 5 | 9  | 0 |
| Dodgers de Los Angeles | 0 | 0 | 3 | 1 | 0 | 0 | 2 | 0 | 0 | 6 | 11 | 0 |
| Lanceurs partants : SD : Zach Davies LAD : Clayton Kershaw Vic. : Clayton Kershaw (1-0) Déf. : Zach Davies (0-1) Sauv. : Joe Kelly (1) HRs : SD : Manny Machado (1), Eric Hosmer (1) LAD : Cody Bellinger (1) |   |   |   |   |   |   |   |   |   |   |    |   |

### Match 3
Jeudi 8 octobre 2020 au Globe Life Field, Arlington, Texas.
| Dodgers de Los Angeles                                                                                        | 0 | 1 | 5 | 1 | 1 | 0 | 0 | 0 | 4 | 12 | 14 | 1 |
| Padres de San Diego                                                                                           | 0 | 2 | 0 | 0 | 0 | 1 | 0 | 0 | 0 | 3  | 6  | 2 |
| Lanceurs partants : LAD : Dustin May SD : Adrián Morejón Vic. : Julio Urías (1-0) Déf. : Adrián Morejón (0-1) |   |   |   |   |   |   |   |   |   |    |    |   |

## Braves d'Atlanta vs Marlins de Miami
Les Braves d'Atlanta terminent en 2020 au premier rang de la division Est de la Ligue nationale pour la 3e saison consécutive avec 35 victoires et 25 défaites. Ils jouent en éliminatoires pour la 3e année de suite. Au premier tour éliminatoire, les Braves remportent deux matchs sur deux contre les Reds de Cincinnati, sans même leur accorder un seul point, pour gagner leur première série éliminatoire depuis 2001 après 10 séries perdues de suite.
Les Marlins de Miami mettent en 2020 un terme à la plus longue série de saisons sans participation aux éliminatoires dans la Ligue nationale. Ils se qualifient pour la première fois depuis 2003 grâce à une campagne de 31 victoires contre 29 défaites, bonne pour la 2e place dans la division Est, derrière Atlanta. La franchise de Miami est en éliminatoires pour la 3e fois de son histoire. Après avoir remporté la Série mondiale les deux fois précédentes, les Marlins conservent une fiche parfaite : ils gagnent une 7e série éliminatoire sans en avoir perdu aucune, renversant en deux matchs les Cubs de Chicago lors de la Série de meilleurs deuxièmes.
Il s'agit du 2e affrontement en séries éliminatoires entre les Braves et les Marlins, ces derniers ayant remporté contre Atlanta la Série de championnat 1997 de la Ligue nationale. En 10 matchs entre les deux clubs au cours de la saison régulière de 2020, les Braves en ont gagné six.

### Calendrier des rencontres
| Match | Date      | Visiteur         | Hôte             | Score |
| ----- | --------- | ---------------- | ---------------- | ----- |
| 1     | 6 octobre | Marlins de Miami | Braves d'Atlanta | 5-9   |
| 2     | 7 octobre | Marlins de Miami | Braves d'Atlanta | 0-2   |
| 3     | 8 octobre | Braves d'Atlanta | Marlins de Miami | 7-0   |

### Match 1
Mardi 6 octobre 2020 au Minute Maid Park, Houston, Texas.
| Marlins de Miami | 0 | 1 | 3 | 0 | 0 | 0 | 0 | 1 | 0 | 5 | 9  | 0 |
| Braves d'Atlanta | 1 | 0 | 2 | 0 | 0 | 0 | 6 | 0 | X | 9 | 12 | 1 |
| Lanceurs partants : MIA : Sandy Alcántara ATL : Max Fried Vic. : Will Smith (1-0) Déf. : Sandy Alcántara (0-1) HRs : MIA : Miguel Rojas (1) ATL : Ronald Acuña Jr. (1), Travis d'Arnaud (1), Dansby Swanson (1) |   |   |   |   |   |   |   |   |   |   |    |   |

### Match 2
Mercredi 7 octobre 2020 au Minute Maid Park, Houston, Texas.
| Marlins de Miami | 0 | 0 | 0 | 0 | 0 | 0 | 0 | 0 | 0 | 0 | 3 | 1 |
| Braves d'Atlanta | 0 | 1 | 0 | 1 | 0 | 0 | 0 | 0 | X | 2 | 4 | 1 |
| Lanceurs partants : MIA : Pablo López ATL : Ian Anderson Vic. : Ian Anderson (1-0) Déf. : Pablo López (0-1) Sauv. : Mark Melancon (1) HRs: ATL : Dansby Swanson (2), Travis d'Arnaud (2) |   |   |   |   |   |   |   |   |   |   |   |   |

### Match 3
Jeudi 8 octobre 2020 au Minute Maid Park, Houston, Texas.
| Braves d'Atlanta                                                                                              | 0 | 0 | 4 | 1 | 2 | 0 | 0 | 0 | 0 | 7 | 10 | 0 |
| Marlins de Miami                                                                                              | 0 | 0 | 0 | 0 | 0 | 0 | 0 | 0 | 0 | 0 | 5  | 1 |
| Lanceurs partants : ATL : Kyle Wright MIA : Sixto Sánchez Vic. : Kyle Wright (1-0) Déf. : Sixto Sánchez (0-1) |   |   |   |   |   |   |   |   |   |   |    |   |